# Jens Rittmeyer
Jens Rittmeyer (* 8. Mai 1975 in Halle (Saale)) ist ein deutscher Koch und Unternehmer.

## Werdegang
Rittmeyer machte ab 1991 seine Kochausbildung in Baden-Baden und ging 2000 zum Landhaus Köpp in Xanten und 2001 zum Restaurant von Dieter Müller in Bergisch Gladbach (drei Michelinsterne). 2002 wurde er Souschef im Restaurant Vila Joyaals bei Dieter Koschina in Portugal.
2003 wurde Rittmeyer Küchenchef im Restaurants São Gabriel in Almancil (Portugal), das mit einem Michelinstern ausgezeichnet wurde. Nach sieben Jahren wurde er 2010 Küchenchef im Restaurant Kai 3 auf Sylt, das ebenfalls einem Michelinstern erhielt. 2011 organisierte er erstmal das jährlich stattfindende Festival der Sterne mit einer Vielzahl von Sterneköchen aus dem In- und Ausland. Anfang 2017 wurde Rittmeyer im Restaurant N°4 in Buxtehude Küchenchef und gastronomischer Leiter; das Restaurant bekam einen Michelinstern.
Im April 2018 startete Jens Rittmeyer sein Unternehmen Rittmeyers Besondere Raffinessen. Ab Anfang 2018 war Jens Rittmeyer Mitglied der Initiative Genuss Manufakturen „Handmade-in-Germany“ und seit Mai 2018 Partner der Regionalwert AG.

## Auszeichnungen
- 2003: Ein Michelinstern für das Restaurant São Gabriel in Almancil (Portugal)
- 2011: Ein Michelinstern für das Restaurant Kai 3 auf Sylt
- 2017: Ein Michelinstern für das Restaurant N°4 in Buxtehude